# Nicola Boniface
Nicola Boniface (Eastbourne, 28 de mayo de 1993) es una deportista británica que compite en vela, en la clase Nacra 17. Ganó una medalla de oro en el Campeonato Europeo de Nacra 17 de 2019.

## Palmarés internacional
| \| Campeonato Europeo \| Campeonato Europeo \| Campeonato Europeo \| Campeonato Europeo \| \| Año \| Lugar \| Medalla \| Clase \| \| ------------------ \| ---------------------- \| ------------------ \| ------------------ \| \| 2019 \| Weymouth (Reino Unido) \| Medalla de oro \| Nacra 17 \| |                        |                |          |
| Campeonato Europeo |                        |                |          |
| Año | Lugar                  | Medalla        | Clase    |
| 2019 | Weymouth (Reino Unido) | Medalla de oro | Nacra 17 |